# Jeney Zoltán (zeneszerző)
Jeney Zoltán (Szolnok, 1943. március 4. – Budapest, 2019. október 27.) Kossuth- és Erkel Ferenc-díjas magyar zeneszerző, érdemes művész.

## Tanulmányai
1957–1961 között a debreceni Kodály Zoltán Zenei Szakközépiskolában tanult Pongrácz Zoltánnál. Ezt követően – 1966-ig – zeneszerzői tanulmányait Farkas Ferencnél végezte a budapesti Liszt Ferenc Zeneművészeti Főiskolán, majd 1967–1968 között Goffredo Petrassinál tanult a római Accademia Nazionale di Santa Cecilián. 1985-ben vendéghallgató volt a Columbia Egyetemen, New Yorkban.

## Szakmai tevékenysége
1970-ben Eötvös Péterrel, Kocsis Zoltánnal, Sáry Lászlóval, Simon Alberttel és Vidovszky Lászlóval megalapította az Új Zenei Stúdiót, amelyhez később Csapó Gyula, Dukay Barnabás, ifj. Kurtág György, Serei Zsolt és Wilheim András is csatlakozott. Az 1974-ben tartott három párizsi koncertjük és első közös kompozíciójuk Sáry Lászlóval és Vidovszky Lászlóval (Undisturbed címmel) nagy vitát keltett a magyar zenei életben. 1973-ban ún. extra-muzikális anyagok (szövegek, sakkjátszmák, meteorológiai adatok, telexek stb.) zenére való átírásába kezdett.
1976-ban a Schola Hungarica tagjaként bejárta Franciaországot. A gregorián zene hatása megfigyelhető a folyamatosan komponált, nagyszabású művében, a Halotti szertartásban. Két évvel később, görögországi utazása alkalmával felfedezett egy pseudo modális skálarendszert, amely két ógörög skálán alapul. A rendszert a To Apollo című himnuszban mutatta be. 1981-ben Luigi Nono meghívására új magyar zenei koncerteket rendezett Olaszországban, Bartók Béla születésének 100. évfordulója alkalmából.
1984-ben svédországi turnéja során kilenc koncert alatt harminc művét mutatták be, ezekből öt világpremier volt. Több egyetemre hívták meg előadóként az Egyesült Államokba. A New York-i Experimental Intermedia Foundationben portrékoncertet adtak tiszteletére.
Vendégprofesszorként dolgozott: a lengyelországi nyári szemináriumon (1981-ben), a győri nyári zeneszerzői szemináriumon (1986-ban), a Liszt Ferenc Zeneművészeti Főiskolán, ahol hangszerelést, barokk ellenpontot, összhangzattant és kortárs zenei elemzést tanított. 1988–1989-ben DAAD ösztöndíjat nyert Nyugat-Berlinbe. 1995-ben kinevezték a Liszt Ferenc Zeneművészeti Főiskola zeneszerzői szakának vezetőjévé. Ott tanítványai közé tartozott többek között Balogh Máté, Futó Balázs, Horváth Balázs, Rubik Ernő Zoltán, Sándor László, Solti Árpád, Tornyai Péter, Varga Judit, Zarándy Ákos és Zombola Péter.

## Közéleti tevékenysége
- 1990-ben belépett az újonnan létesült Magyar Zeneszerzők Egyesületébe.
- 1991-től 1994-ig a Fővárosi Önkormányzat Kulturális Bizottságának tanácsadója volt.
- 1993 óta a Széchenyi Művészeti és Irodalmi Akadémia tagja.
- Megválasztották a Magyar Zeneszerzők Egyesületének elnökévé.
- Az ISCM bizottsági tagja.

## Díjai
- 1979 Kassák Lajos-díj (egy Párizsban kiadott magyar irodalmi folyóirattól, a Magyar Műhely-től)
- 1982 Erkel Ferenc-díj
- 1988 Bartók–Pásztory-díj
- 1990 Érdemes művész
- 2001 Kossuth-díj
- 2006 AEGON művészeti társdíj
- 2018 Artisjus-díj[3]

## Főbb művei
- 1968 Soliloquium No. 1. – fuvoladarab (bemutató: Utrechti Gaudeamus Fesztivál)
- 1971 Szindbád: filmzene (rendező: Huszárik Zoltán)
- 1972 Alef – Hommage á Schönberg
- 1980 Soliloquium No. 4 for organ – orgonamű (bemutató: Douaneschingen Fesztivál)
- 1992 Vidovszky Lászlóval együtt hangprojectet hozott létre a Sevilla-i expo magyar pavilonjában.
- 1994 A Budapesti Fesztivál Zenekar megbízására elkészítette a hat részből álló nagyszabású oratórium első részét (Commendatio animae), amelyet a BFZ adott elő Lord Yehudi Menuhin vezényletével, Budapesten.
- 2005 A Halotti Szertartás elkészült. Teljes bemutatójára október 22-én, a Művészetek Palotájában az Amadinda Ütőegyüttes és a Nemzeti Filharmonikus Zenekar és Énekkar előadásában, Kocsis Zoltán vezényletével került sor.

### Részletes műjegyzék (abc-rendben)
- Quand j´etais jeune, on me disait – meghatározatlan hangszer(ek)re, 1994
- A Leaf Falls (Brackets to E.E. Cummings) – kamarazene, 1975
- A Mounderin Tongue ina Pounderin Jowl – szólóhangszerre, 1993
- A szem mozgásai I. szólóhangszerre, 1973
- A szem mozgásai II. kamarazene, 1973
- A szem mozgásai III. kamarazene, 1973
- Absolve domine – vegyeskarra, 1990
- Alef – Hommage a Schönberg – szimfonikus mű, 1972
- Apollóhoz – kórusra és szólóhangszer(ek)re, 1978
- Áramlás szobra, Az – szólóhang(ok)ra kíséret nélkül, 1965
- Aritmíe – Ritmiche – kamarazene, 1967
- Arthur Rimbaud a sivatagban – szólóhangszerre, 1976
- Arupa – kamarazene, 1981
- Being-time I – meghatározatlan hangszer(ek)re, 1979
- Being-time III – meghatározatlan hangszer(ek)re, 1979
- Being-time IV – meghatározatlan hangszer(ek)re, 1991
- Being-time V-VI – meghatározatlan hangszer(ek)re, 1985
- Békák – nőikarra, 1996
- Cantos para todos – szólóhang(ok)ra és kamarazenekarra, 1983
- Caput – Tropics – kórusra és szólóhangszer(ek)re, 1977
- Coincidences – for 1 or 3 chamber ensembles (movements of The Eye IV) – kamarazene, 1973
- Coincidences – for 3 pianos and 3 chamber ensembles – kamarazene, 1981
- Communio: Ízleljétek és lássátok – vegyeskarra, 1995
- Dalok Márton László verseire – szólóhang(ok)ra és szólóhangszer(ek)re, 1987
- December 27. – kamarazene, 1978
- Desert Plants – élőzene és zene magnószalagra, 1975
- Egy játszmavégződés (Epitaphium S. Altorjai) – kamarazene, 1980
- El silencio Szólóhang(ok)ra és szólóhangszer(ek)re, 1986
- Én imádottam a kereszt tövébe hullva – szólóénekre vagy nőikarra – nőikarra, 1987
- Én imádottam a kereszt tövébe hullva – zongorára és szólóénekre vagy nőikarra/kórusra és szólóhangszer(ek)re, 1995
- Értől az óceánig, Az – meghatározatlan hangszer(ek)re, 1987
- Etruszk nyitány – kamarazene, 1989
- Etwas Getragen (Sonstenuto – Zweite Fassung) – kamarazene, 1988
- Ezerév – Quodlibet – zene magnószalagra, 1992
- Fantasia su una nota meghatározatlan hangszer(ek)re, 1984
- For quartet – kamarazene, 1973
- Forgácsok – szólóhangszerre, 1995
- Fungi – Epitaphium John Cage szólóhangszerre, 1992
- Gaga – kamarazene, 1976
- Halotti Szertartás – szólóhang(ok)ra, kórusra és zenekarra, 2005
- Három dal Apollinaire verseire – szólóhang(ok)ra és szólóhangszer(ek)re, 1962
- Hérakleitosz H-ban – meghatározatlan hangszer(ek)re, 1980
- Hérakleitosz utóidényben – meghatározatlan hangszer(ek)re, 1988
- Hérakleitosz vízjele meghatározatlan hangszer(ek)re, 1983
- Hérakleitosz-értelmezés – meghatározatlan hangszer(ek)re, 1984
- Hommage à Dohnányi – kamarazene, 1977
- Hommage à Kurtág – for chamber ensemble and tape – élő zene és zene magnószalagra, 1975
- HOMMAGE A KURTÁG – for four pianos and tape – élőzene és zene magnószalagra, 1986
- Impho 102/6 – kamarazene, 1978
- Infinitívusz (vegyeskarra), 1995
- Installation Music for the World Expo in Seville – elektroakusztikus zene, 1992
- Interludium in Hoquetus – elektroakusztikus zene, 1988
- Kalah – electronic music – elektroakusztikus zene, 1988
- Kalah – film music – filmzene, 1981
- Kalah – for piano – szólóhangszerre, 1983
- Kato NK 300 1979. július 22. 10:30 Budapest, Liptó utca – meghatározatlan hangszer(ek)re, 1979
- Kiegészítések – szólóhangszerre, 1976
- Kínai vers, A – szólóhang(ok)ra és szólóhangszer(ek)re, 1996
- Közjáték hangokkal – meghatározatlan hangszer(ek)re, 1979
- Ladislaus De Madae világi énekeiből – vegyeskarra, 1971
- Lángok árnyékában – vegyeskarra, 1982
- Laude – szimfonikus mű, 1977
- Les adieux (Two Mushrooms) – kamarazene, 1977
- Locust Tree in Flowers, The – szólóhang(ok)ra és szólóhangszer(ek)re, 1995
- Madárhívogató – nőikarra, 1982
- Mandala – kamarazene, 1972
- Mária siralma – szólóhang(ok)ra és szólohangszer(ek)re, 1995
- Meditazione su un tema di Goffredo Petrassi – szólóhangszerre írott mű, 1984
- Miserere mei (Psalmus 50) – for mixed choir – vegyeskarra, 1993
- Miserere mei (Psalmus 50) – for Ms., A. and org. – szólóhang(ok)ra és szólóhangszer(ek)re, 1993
- Miserere mei (Psalmus 50) – for solo voice – szólóhang(ok)ra kíséret nélkül, 1991
- Miserere mei (Psalmus 50) – for voice(s) and 8 instruments – szólóhang(ok)ra és kamarazenekarra, 1994
- Monody – for mixed choir – vegyeskarra, 1974
- Monody – for solo voice and piano – szólóhang(ok)ra és szólohangszer(ek)re, 1977
- Mr. Marlowe tracks down yvar´s lost tango – szólóhangszerre, 1984
- Négy hang – meghatározatlan hangszer(ek)re, 1972
- Négy viktoriánus fantomkép – zene magnószalagra, 1983
- Never seek to tell thy love – szólóhang(ok)ra kíséret nélkül, 1996
- Nyolc Tandori-dal szólóhang(ok)ra és szólóhangszer(ek)re, 1987
- O Admirabile – Harangjáték, csengők – kamarazene, 1984
- OM – élő zene és zene magnószalagra, 1979
- Omaggio – szimfonikus mű, 1966
- Orfeusz kertje – kamarazene, 1974
- Önidézetek – kamarazene, 1991
- örök folyosó, Az – kórusra és szólóhangszer(ek)re, 1983
- Öt dal József Attila VERSEIRE – szólóhang(ok)ra és szólóhangszer(ek)re, 1963
- Öt zongoradarab – szólóhangszerre, 1962
- Pater Noster – for male choir – férfikarra, 1991
- Pater Noster – for mixed choir – vegyeskarra, 1991
- Pontpoint – kamarazene, 1978
- Psalmus 101 – kórusra és szólóhangszer(ek)re, 1989
- Psalmus 116 – szólóhang(ok)ra, kórusra és zenekarra, 1986
- Psalmus 137 (Confitebor tibi Domine) – szólóhang(ok)ra és kamarazenekarra, 1989
- Psalmus 5 – szólóhang(ok)ra és kamaraegyüttesre, 1989
- Psalmus 50 (Miserere mei) – szólóhang(ok)ra és kamaraegyüttesre, 1991
- Psalmus 6 – kórusra és kamarazenekarra, 1992
- Psalmus 7 – szólóhang(ok)ra, kórusra és kamarazenekarra, 1992
- Quemadmodum – vonószenekarra, 1975
- Ricercare – szólóhangszerre, 1992
- Ricercare 8+8 – elektroakusztikus zene, 1989
- Ricercare a 8 VOCI – vonószenekarra, 1993
- Ricercare in variazioni sopra il motto dal rito funebre – szólóhangszerre, 1988
- Rimembranze – szimfonikus mű, 1968
- Rondellus – meghatározatlan hangszer(ek)re, 1981
- Rottenbiller utca 16-22. – elektroakusztikus zene, 1990
- Round – film music – filmzene, 1975
- Round – for piano, harp and harpsichord – kamarazene, 1972
- Round – for two prepared instruments – kamarazene, 1972
- Soliloquium No 1 szólóhangszerre, 1967
- Soliloquium No 1A (CANCRIZANS) – szólóhangszerre, 1982
- Soliloquium No 2 – szólóhangszerre, 1978
- Soliloquium No 3 – szólóhangszerre, 1980
- Soliloquium No 4 – szólóhangszerre, 1980
- Solitaire – elektroakusztikus zene, 1978
- Solitude kórusra és szólóhangszer(ek)re, 1974
- Something Found – kamarazene, 1981
- Something Like – vonószenekarra, 1980
- Something Lost – szólóhangszerre, 1975
- Something Round – vonószenekarra, 1975
- Songs to poems by William Carlos Williams szólóhang(ok)ra és szólóhangszer(ek)re, 1984
- Sostenuto – szimfonikus mű, 1979
- Spaziosa Calma… – szólóhang(ok)ra és kamarazenekarra, 1984
- Subvenite – kórusra és kamarazenekarra, 1979
- Százéves átlag – élő elektronikus zene, 1977
- Tájkép ad hoc – élő elektronikus zene, 1980
- Tételek a halotti szertartásból – szólóhang(ok)ra, kórusra és kamarazenekarra, 1987
- Tizenkét dal – Szólóhang(ok)ra és szólóhangszer(ek)re, 1983
- Transcriptions automatiques – szólóhangszerre írott mű, 1975
- Tropi – kamarazene, 1975
- Undisturbed – élő zene és zene magnószalagra, 1974
- Üvegekre és fémekre – zene magnószalagra, 1979
- Valse triste – meghatározatlan hangszer(ek)re, 1979
- Variation on a Theme by Christian Wolff 1980 – meghatározatlan hangszer(ek)re
- Végjáték – szólóhangszerre, 1973
- Vier lieder nach gedichten von Rilke – szólóhang(ok)ra és szólóhangszer(ek)re, 1962
- Wei Wu Wei – kamarazene, 1968
- Wie leicht wird erde sein – for choir and chamber orchestra kórusra és kamarazenekarra, 1987
- WIE LEICHT WIRD ERDE SEIN – for mixed choir – vegyeskarra, 1981
- Yantra – meghatározatlan hangszer(ek)re, 1972

### Filmzenék
- 1964 Így jöttem
- 1971 Szindbád
- 1972 Kincskereső kisködmön
- 1974 Szarvassá vált fiúk
- 1974 Vállald önmagadat
- 1974 Jelbeszéd
- 1975 Várakozók
- 1975 Legenda a nyúlpaprikásról
- 1978 Fogjuk meg és vigyétek!
- 1980 Színes tintákról álmodom
- 1983 Jób lázadása
- 1984 Eszterlánc
- 1993 Vigyázók (rendező: Sára Sándor)
- 1996 A vád (rendező: Sára Sándor)

## Diszkográfia
- (1972) 1996 Jeney Zoltán: Alef – Hommage á Schönberg; Apollóhoz; Cantos para todos; 12 dal. Hungaroton HCD 31653 – saját
- 1998 Kortárs liturgikus magyar zene. Hungaroton HCD 31770 – közreműködő
- 2001 Vékony Ildikó: Szálkák. BMC Records BMC CD046 – közreműködő
- 2002 Jeney Zoltán: Önidézetek (Self-quotations); Sostenuto; Spaziosa Calma…; El silencio; Madárhívogató (Bird Call). Hungaroton HCD 32050 – saját